# Peter Sonn
Peter Sonn (* 1976 in Salzburg) ist ein österreichischer Opernsänger (Tenor).

## Leben
Peter Sonn studierte an der Universität Mozarteum für Musik und darstellende Kunst in Salzburg bei Dale Fundling. Erste Verpflichtungen führten ihn nach Coburg, Innsbruck, München und Zürich, wo er auch Ensemblemitglied war. Es folgten freiberufliche Tätigkeiten, so an der Oper Frankfurt und an der Staatsoper Hamburg, der Mailänder Scala und den Salzburger Festspielen. Neben seinem lyrischen Repertoire interpretierte Sonn 2015 mit dem Konrad am Theater an der Wien erstmals eine zugleich heldische Rolle wie auch seine erste Marschner-Partie.
Zum Beginn der Saison 2020/2021 trat er dem Ensemble des Staatstheaters Darmstadt bei. Zusammen mit der Sopranistin Megan Marie Hart stellte er sich unter der Leitung von Generalmusikdirektor Daniel Cohen dem Darmstädter Publikum in einer Szene aus La bohème vor.

## Partien im Musiktheater (Auswahl)
- Ein lauer und hinnach eifriger Christ (Die Schuldigkeit des ersten Gebots)
- Belmonte (Die Entführung aus dem Serail)
- Don Ottavio (Don Giovanni)
- Ferrando (Così fan tutte)
- Tamino (Die Zauberflöte)
- Lorenzo (Fra Diavolo)
- Konrad (Hans Heiling)
- Nemorino (L’elisir d’amore)
- Marquis von Chateauneuf (Zar und Zimmermann)
- Steuermann (Der fliegende Holländer)
- Walther von der Vogelweide (Tannhäuser)
- David (Die Meistersinger von Nürnberg)
- Alfredo (La Traviata)
- Wladimir Igorewitsch (Fürst Igor)
- Lenski (Eugen Onegin)
- Reinhold (Dornröschen)
- Narraboth (Salome)
- Italienischer Sänger (Der Rosenkavalier)
- Jüngling (Die Frau ohne Schatten)
- Henry (Die schweigsame Frau)
- Nackter Jüngling (Moses und Aron)
- Camille de Rosillon (Die lustige Witwe)
- Arnim (Simplicius Simplicissimus)

Zu den Regisseuren, mit denen Sonn zusammenarbeitete, zählen Susanne Andrade, Sven-Eric Bechtolf, John Dew, Roland Geyer, Claus Guth, Karl-Ernst und Ursel Herrmann, Jens-Daniel Herzog, Barrie Kosky, Harry Kupfer, Nikolaus Lehnhoff, Christof Loy, Moshe Leiser & Patrice Caurier und David Pountney.
Sonn sang unter anderem unter der musikalischen Leitung von Marc Albrecht, Christoph von Dohnányi, Vladimir Fedoseyev, Daniele Gatti, Michael Gielen, Marek Janowski, Philippe Jordan, Riccardo Muti, Ulf Schirmer, Peter Schneider, Jeffrey Tate, Christian Thielemann und Franz Welser-Möst.

## Konzertrepertoire
Sonn ist auch als Konzertsänger aktiv und sang geistliche Werke von Mozart, Händel, Beethoven, Anton Bruckner (Te Deum)  und Benjamin Britten. Als Liedersänger war er Interpret von Beethoven, Vincenzo Bellini, Bononcini, Donizetti, Mozart, Pergolesi, Scarlatti, Franz Schubert, Robert Schumann und Tschaikowski.

## Aufnahmen
Walther im Tannhäuser sang Sonn auch in einer konzertanten Aufführung in der Berliner Philharmonie, die auf DVD erschienen ist, auch sein David in den Meistersingern (Salzburg) ist auf DVD aufgezeichnet.